# Sony Channel
Sony Channel (conocido como Sony) es una cadena de señales de televisión por cable y satélite perteneciente a Sony Pictures Television, una filial de Sony Pictures Entertainment, que a su vez es propiedad de Sony Corporation. Existen 34 canales de esta cadena distribuidos en diferentes continentes con programación y nombres diferentes, donde en cada uno Sony forma una alianza para poder lanzarlos al aire. Tiene sus oficinas centrales de Latinoamérica en Venezuela, y oficinas comerciales en Miami, Buenos Aires, Ciudad de México y una señal exclusiva en portugués para Brasil, con oficinas en São Paulo. En España este canal se lanzó al aire en 2006 con el apoyo de Veo Televisión, ya en 2012 este es sustituido por AXN White. 
Desde el 15 de octubre de 2014, las señales a nivel mundial se han renombrado a Sony Channel, solo la versión de India que se transmite internacionalmente conserva su nombre original. En Latinoamérica su nombre oficial fue Canal Sony tanto en español como en portugués, hasta su cambio de imagen el 12 de agosto de 2019.

## Historia
Sony Entertainment Television es un canal de entretenimiento general y una distribuidora de películas que fue fundada en 1989 con sede en Tokio, Japón que cobró un gran impulso después de la adquisición del gigante Columbia Pictures en Estados Unidos.

## Estados Unidos
Sony Movie Channel es un canal que emite para Estados Unidos. Inició sus emisiones el 1 de octubre de 2010 en los EE. UU. y el 23 de noviembre de 2011 en Canadá como reemplazo de Hollywood Festival que emitió solo un año. Su programación se compone enteramente de películas de varios estudios de Sony, que se transmiten sin cortes comerciales y remasterizadas en HD. Es el único canal de televisión en los Estados Unidos a cargo de Sony Corporation en su totalidad. A partir del 6 al 12 de noviembre de 2011 el canal transmitió películas de Bollywood. En la actualidad se transmiten series y películas de Bollywood en su idioma original.

## Asia
Sony Channel Asia fue la versión local para el continente asiático, fue lanzado el 8 de octubre de 1997 como un joint venture entre SPE Networks y Sony Pictures Television, con sede principal en el Reino Unido, pero tenía sedes locales en Singapur y Mumbai.
Después de más de diez años de transmisión, Sony Channel Asia dejó de emitir en toda Asia, el apagón se presentó el 1 de junio de 2019 a la medianoche. Su mensaje final fue; Le agradecemos su apoyo continuo, la mayoría de los programas favoritos de Sony Channel ahora se podrán ver en AXN.
La única versión que existe para Asia es Sony Entertainment Television India, propiedad de Culver Max Entertainment, que desde su debut es uno de los canales más populares de ese país en hindi. Su sede principal está Mumbai. La programación de SET Asia está dirigido a un público familiar. La programación abarca géneros como el drama, la realidad, comedia, horror, Bollywood, y eventos en vivo. Algunos de sus programas más exitosos hasta la fecha incluyen Indian Idol y (No hay nadie como Jassi), una adaptación de la telenovela colombiana Yo soy Betty la fea.

## Europa y África

### Europa
Sony Channel poseía una línea de 7 canales. Tanto en Portugal como en España el canal cesó sus emisiones y fue sustituido por AXN White, operado en conjunto con Sony Pictures Television International Networks Iberia y empresas locales.
En el Reino Unido el canal fue lanzado en 2007 como Film 24 y el 7 de abril de 2011 fue sustituido por Sony Entertainment Television. El canal estaba dirigido a las mujeres de edades comprendidas entre 25 y 54 y emitía una serie de dramas y comedias. El 12 de enero de 2016 el canal fue renombrado como Sony Channel, y el 6 de febrero de 2018 es remplazado por Sony Crime Channel, un canal dedicado a programas y documentales sobre el delito y robo. El 24 de julio de 2019, se anunció que Sony Channel se relanzaría y reemplazaría a su predecesor True Entertainment a partir del 10 de septiembre de 2019.[cita requerida] El canal reemplazó a True Entertainment en todas las plataformas (Freeview 48, Sky 157, Freesat 142, Virgin 189), y el último programa que se muestra en True Entertainment es un episodio de Highway to Heaven.
Debido a que Narrative Capital adquirió la empresa completa de Sony Pictures Television en el Reino Unido el 14 de mayo de 2021, el canal fue rebautizado como Great! TV el 25 de mayo de 2021.
Sony Entertainment Television fue un canal de entretenimiento de televisión que mostraba principalmente películas, series y programas. El canal se estableció en los países bálticos. El canal emitía en inglés y ruso, pero los anuncios se emitían en letón, lituano y estonio. Sin embargo, el canal cesó sus emisiones el 30 de marzo de 2021, ya que Sony decidió retirarse del mercado de los países bálticos. El canal fue sustituido por Duo 3.
En Alemania comenzó a emitir el 22 de abril de 2013 a través de la empresa Deutsche Telekom, y eso fue hasta marzo de 2016, cuando otras cable operadoras lo añadieron a su parrilla de canales. El 15 de diciembre de 2016 el canal fue relanzado como Sony Channel y se expandió a Austria y Suiza. Emitía desde Múnich. El canal cerró el 31 de agosto de 2023 y fue sustituido por AXN White.
En Rusia empezó el 1 de octubre de 2008 en Moscú a una frecuencia de 847.25 MHz y desde abril de 2012 en HD. El 1 de febrero de 2017 cambió de imagen por el de Sony Channel. Emitía desde Moscú en ruso para Ucrania, Kazajistán, Bielorrusia, Georgia, Kirguistán, Armenia y Rusia. El canal cerró el 24 de junio de 2021 debido a la decisión de Sony de abandonar el mercado ruso.[cita requerida]
En Turquía Sony Channel inició emisiones el 28 de marzo de 2017, emitiendo en turco para Azerbaiyán y Chipre del Norte. El canal cerró el 1 de febrero de 2019 ya que la licencia fue revocada por Sony Pictures Television junto con los demás canales de Sony. 

### Sudáfrica
Sony Entertainment Television South Africa, también conocido como Sony MAX. Es un canal de entretenimiento general que forma parte de Sony Entertainment Television y MultiChoice. Inició su programación el 2 de noviembre de 2007 y tiene su sede en Johannesburgo. El canal transmite una mezcla de programación de drama, comedia y reality show, así como películas comerciales e independientes y The Amazing Race. El 22 de septiembre de 2014 el canal fue renombrado Sony Channel. El 31 de octubre de 2018 Sony MAX y Sony Channel fueron retirados del operador DStv luego de que su propietario, Multichoice, informará que no llegó a un acuerdo de distribución con Sony Pictures Television Networks. Ambos canales siguieron emitiendo en el operador Cell C Black hasta su cese definitivo de transmisiones el 28 de febrero de 2019.

## Latinoamérica
Es la versión correspondiente para la región de Latinoamérica, lanzada el 30 de septiembre de 1995 en asociación con HBO Latin America Group. El canal suele emitir su programación en idioma original por la primera pista de audio, y el doblaje al español es relegado a la segunda pista, así como se encuentra disponible una pista de subtítulos en español.